# Catapoecilma sophonias
Catapoecilma sophonias är en fjärilsart som beskrevs av Hans Fruhstorfer 1912. Catapoecilma sophonias ingår i släktet Catapoecilma och familjen juvelvingar. Inga underarter finns listade i Catalogue of Life.